# 중고마을 큰샘
중고마을 큰샘은 대한민국 전라남도 강진군 병영면에 있다. 2004년 11월 1일 강진군의 향토문화유산 제24호로 지정되었다.

## 개요
수백년 전부터(757년 도강현의 치소가 있었던 당시부터 사용한 것으로 추정) 주민들이 식수로 사용해 온 것으로 사각형 모형의 동서에 용두(龍頭)를 조각 수호케 하였고 시공자는 “三綱”이라 새겨져 있는 것으로 보아 불교와 관련된 우물로 추정하고 있다.